# کوبورگ

شهر کوبورگ در ایالت بایرن در کشور آلمان واقع شده است.